# Pulcheria
Aelia Pulcheria, född 19 januari 399 i Konstantinopel, död 453 i Konstantinopel, var en östromersk kejsarinna. Hon var dotter till Arcadius och Aelia Eudoxia och äldre syster till Teodosius II, östromersk kejsare. För den senare fungerade hon som regent från 4 juli 414 till cirka 416, och hon behöll ett stort inflytande över Teodosius II i många år. Hon var kejsarinna 450-453 som gift med sin brors efterträdare Marcianus.

## Biografi
Aelia Pulcherias mor avled år 404 hon var fem år gammal, och hennes far år 408, varefter hennes bror Teodosius II blev kejsare. Hennes bror var sju år gammal, och riket styrdes av prefekten Anthemius. När Teodosius II var tretton, avskedade han Anthemius, och gav 4 juli 414 sin femtonåriga syster titeln Augusta, dvs kejsarinna. Hon fungerade sedan som hans regent och vägledde honom fram till att han blev gammal nog att själv regera.
Det ska ha varit Pulcheria som uppfostrade sin bror och lärde honom att regera. Även sedan han själv övertog styrelsen, fungerade hon som hans rådgivare. Pulcheria beskrivs som en kristen asket. Hon avlade kyskhetslöfte tillsammans med sina systrar samma år hon blev regent, och tillvaron vid hovet fylldes av regelbundet mässande och läsande av heliga kristna skrifter.
Aelia Pulcherias bror kejsaren gifte sig år 421 med Aelia Eudocia. Därefter ska ett ansträngt förhållande ha rått mellan Pulcheria, Aelia Eudocia och gunstlingen Chrysaphius, som alla tre uppges ha tävlat om inflytande som kejsarens rådgivare. Pulcheria var känd för sin välgörenhet och gynnande av kyrkan. Politiskt engagerade hon sig främst i religiösa frågor. Pulcheria bidrog till att patriarken Nestorius avsattes 431 och bidrog aktivt till konciliet i Chalkedon.
Teodosius II avled som änkling utan arvtagare år 450. I det interregnum som då uppstod fick Pulcheria en nyckelroll. Hon gifte sig då med Marcianus, som blev Östroms nye kejsare. Det var ett politiskt vitt äktenskap, eftersom hon önskade bibehålla sitt kyskhetslöfte. Giftermålet ägde rum för att legitimera Marcianus dynastiskt och underlätta för hans tillträde utan politisk instabilitet. Hon lät därefter avrätta sin tidigare rival Chrysaphius.
Aelia Pulcheria är tillsammans med Marcianus helgon inom den ortodoxa kyrkan.